# مالكوم لانغ
مالكوم لانغ (بالإنجليزية: Malcolm Lang)‏ (14 يناير 1941 ببارنسلي في المملكة المتحدة - ) هو لاعب كرة قدم بريطاني في مركز جناح ‏. لعب مع نادي يورك سيتي وبريدلينغتون ترينيتي ‏.